# Saint-Martial-de-Gimel
 Saint-Martial-de-Gimel  là một xã thuộc tỉnh Corrèze trong vùng Nouvelle-Aquitaine miền trung Pháp.